# Bitwa w Dżisr asz-Szughur
Bitwa w Dżisr asz-Szughur – walki w syryjskim mieście Dżisr asz-Szughur trwające w dniach 4–12 czerwca 2011 we wczesnym etapie wojny domowej. W wyniku bitwy zdławiony został zbrojny bunt, a armia rządowa przejęła kontrolę nad miastem.

## Tło
Wojna domowa w Syrii wybuchła 15 marca 2011. Początkowo były to masowe demonstracje niezadowolonego społeczeństwa syryjskiego z sytuacji życiowej. Siły bezpieczeństwa próbowały tłumić wielotysięczne demonstracje, jednak gdy stawało się to nieskuteczne, do działań przeciwko cywilom przystąpiła armia narodowa. W kwietniu i maju 2011 armia otoczyła miasta Dara, Banijas i Hims. Na przełomie maja i czerwca armia zintensyfikowała swoje działania na północy kraju.

## Bitwa
Walki w północno-zachodnim mieście Dżisr asz-Szughur rozpoczęły się 4 czerwca. Początkowo zabito 42 mieszkańców tego miasta. Siły bezpieczeństwa podały 5 czerwca, że uzbrojone gangi zorganizowały zasadzkę na policjantów i dokonały masakry 82 z nich. Z kolei aktywiści praw człowieka podali, że w mieście miały miejsce gwałtowne walki, w których zginęło 35 osób, w tym policjanci. Ponadto rebelianci wysadzili w powietrze urząd pocztowy, podpalili budynki administracji rządowej oraz kaleczyli zwłoki zabitych. W masakrze z 6 czerwca zginęło ponad 120 osób.
W wyniku gwałtownych walk, syryjscy cywile zaczęli uciekać do Turcji. 7 czerwca z miasta Dżisr asz-Szughur uciekło 2400 osób, którzy znaleźli schronienie w Turcji. 35 osób z nich było rannych. Premier Recep Tayyip Erdoğan oświadczył, że Turcja nie zamknie drzwi przed uciekinierami z Syrii. Wezwał również do łagodniejszego traktowania cywili.
10 czerwca wojsko przypuściły szturm na Dżisr asz-Szughur. Na przedmieścia oblężonego miasta wjechały czołgi. W pobliżu miasta rozmieszczono 15 tys. żołnierzy i ok. 40 czołgów. Syryjskie władze zakazały wjazdu zagranicznym dziennikarzom, co uniemożliwia zweryfikowanie tych doniesień. Wśród jednostek sił bezpieczeństwa zaczęło dochodzić do buntów. Mieszkańcy obawiali się kolejnych masakr, gdyż wojsko zapowiedziało odwet za morderstwo na policjantach.
Do 11 czerwca granicę z Turcją przekroczyło 4300 cywilów. Tego dnia doszło do starć w Dżisr al-Szughur po tym, jak czołgi nadjechały z południa. W starciach rany odniosło 50 osób. Następnego dnia doszło do intensywnej konfrontacji w obleganym mieście. Liczba uchodźców przekroczyła 5 tys. 12 czerwca po zmasowanym ataku czołgów i śmigłowców bojowych armia zajęła miasta Dżisr asz-Szughur. W mieście odkryto masowe grobowce. Większość ofiar miało obcięte głowy i ręce za pomocą maczet. Armia po zajęciu miasta rozpoczęła pościg za rebeliantami w okolicznych lasach i górach. Z miasta uciekło łącznie ponad 7 tys. cywilów. 13 czerwca wojsko z powietrza i lądu nadal strzelało do cywili w Dżisr al-Szugur. Bezpieka na ulicy zastrzeliła m.in. 16-letniego chłopca. Żołnierze przeszukiwali domy i dokonywali aresztowań osób podejrzanych o udział w ruchu oporu.

## Następstwa
14 czerwca oddział syryjskiego wojska, który zdobył kontrolę nad Dżisr asz-Szughur przegrupował się i ruszył na północ rozpoczynając oblężenie miasta Maarrat an-Numan. Jednocześnie armia weszła do miasta Ariha, gdzie zastrzelono sześciu cywilów. W trakcie tłumieniu protestów w mieście Dajr az-Zaur, siły bezpieczeństwa zastrzeliły także sześć osób. 16 czerwca czołgi wjechały do miast Maarrat an-Numan i Chan Szejchun. Miasta te były oblegane. Liczba syryjskich uchodźców w Turcji przekroczyła liczbę 10 tys.